# Kevin Penkin
Kevin Penkin, né le 22 mai 1992, est un compositeur australien d'origine britannique, principalement dans le domaine des musiques de jeux vidéo et d'anime. Il est surtout connu pour avoir composé les musiques de Made in Abyss et de Tower of God.

## Biographie
Kevin Penkin est né le 22 mai 1992 au Royaume-Uni, et a grandi à Perth, en Australie occidentale. L'intérêt de Kevin pour la musique de jeu vidéo a commencé lorsqu'il a entendu pour la première fois le thème Phendrana Drifts de Metroid Prime. Dans une interview donnée en 2012, il qualifie les synthés et instruments acoustiques qui composent ce thème de « bonheur absolu ».

## Carrière
Il commence sa carrière en étant crédité pour ses compositions dans les courts métrages Play Lunch et Les Aventures de Chipman et Biscuit Boy en 2011. La même année, Kevin compose la bande originale du jeu vidéo Jūzaengi : Engetsu Sangokuden. Cette bande originale représente sa première collaboration avec Nobuo Uematsu. Kevin continue par la suite à collaborer avec Uematsu dans des titres tels que Norn9 et Defender's Quest II : Mists of Ruin.
En 2013, Kevin Penkin obtient un bachelor de musique en composition et technologie musicale à la Western Australian Academy of Performing Arts de l'Université Edith Cowan. En 2015, il est diplômé du Royal College of Music avec un master en composition, spécialisé en composition pour écran. Ses études sont financées par une bourse du Tait Memorial Trust.
En 2016, Kevin Penkin collabore avec Kinema Citrus sur l'anime Norn9 et les musiques de l'OVA Under the Dog. La collaboration de Kevin avec Kinema Citrus se poursuit jusqu'en 2017 pour la bande originale de Made in Abyss, remportant avec elle le Crunchyroll Anime Award 2017 de la meilleure musique. En 2018, Kevin compose la musique du jeu vidéo Florence. Il compose également la musique de l'adaptation animée par Kinema Citrus de The Rising of the Shield Hero et du jeu VR Nostos de NetEase en 2019. Il compose en 2020 la musique de l'adaptation animée du webtoon sud-coréen Tower of God. Il travaille ensuite avec l'artiste Takashi Murakami sur la suite du film Jellyfish Eyes, mais le projet est annulé en raison de la pandémie de COVID-19. En 2021, Penkin compose la musique de l'épisode « The Village Bride » de la série d'anthologie animée Disney+ Star Wars : Visions.
Penkin a vécu au Royaume-Uni pendant un certain temps, mais vit maintenant à Melbourne, en Australie.

## Compositions

### Anime
| Année | Titre                                               | Remarques                                                                      |
| ----- | --------------------------------------------------- | ------------------------------------------------------------------------------ |
| 2016  | Under the Dog                                       | ,                                                                              |
| 2016  | Norn9                                               | ,                                                                              |
| 2017  | Made in Abyss                                       | Remporte le prix Meilleure bande originale aux 2nd Crunchyroll Anime Awards,   |
| 2019  | The Rising of the Shield Hero                       | Nommé pour le prix Meilleure bande originale aux 4th Crunchyroll Anime Awards, |
| 2020  | Made in Abyss: Dawn of the Deep Soul                | [ 15 ]                                                                         |
| 2020  | Tower of God                                        | Remporte le prix Meilleure bande originale aux 5th Crunchyroll Anime Awards    |
| 2021  | Eden                                                | [ 17 ]                                                                         |
| 2021  | Star Wars: Visions                                  | Épisode The Village Bride                                                      |
| 2022  | The Rising of the Shield Hero 2                     | [ 18 ]                                                                         |
| 2022  | Made in Abyss: The Golden City of the Scorching Sun | [ 19 ]                                                                         |
| 2022  | Legend of Mana: The Teardrop Crystal                | Compose le thème d'ouverture Tear of Will                                      |
| 2023  | Pokémon: Paldean Winds                              | [ 21 ]                                                                         |
| 2023  | Les Carnets de l'Apothicaire                        | Avec Satoru Kōsaki et Alisa Okehazama                                          |
| 2023  | The Rising of the Shield Hero 3                     | [ 23 ]                                                                         |
| 2024  | Bye Bye, Earth                                      | [ 24 ]                                                                         |
| 2024  | Spice and Wolf: Merchant Meets the Wise Wolf        | [ 25 ]                                                                         |
| 2024  | Tower of God 2                                      | [ 26 ]                                                                         |

### Jeux vidéo
| Année | Titre                                     | Remarques                                                   |
| ----- | ----------------------------------------- | ----------------------------------------------------------- |
| 2011  | Jūzaengi: Engetsu Sangokuden              | Avec Nobuo Uematsu,                                         |
| 2012  | Defender's Quest: Valley of the Forgotten | [ 15 ]                                                      |
| 2013  | Norn9                                     | Avec Nobuo Uematsu                                          |
| 2013  | Deemo                                     | Compose "I Race the Dawn"                                   |
| 2013  | Leviathan: The Last Defense               | [ 15 ]                                                      |
| 2014  | Project Phoenix                           | [ 15 ]                                                      |
| 2015  | Implosion: Never Lose Hope                | Compose les musiques des cinématiques                       |
| 2017  | Kieru                                     | ,                                                           |
| 2018  | Florence                                  | Nommé aux 15th British Academy Game Awards pour la musique, |
| 2018  | This Is the Police 2                      | Avec Ben Matthews                                           |
| 2019  | Nostos                                    | ,                                                           |
| 2019  | Rebel Cops                                | Avec Ben Matthews                                           |
| 2020  | Necrobarista                              | ,                                                           |
| 2021  | Grow: Song of the Evertree                | [ 29 ]                                                      |
| 2021  | Arknights                                 | Compose "Heal the World"                                    |
| 2022  | Sin Chronicle                             | Avec d'autres                                               |
| 2025  | Here, Tomorrow                            | Avec Lilas                                                  |
| TBA   | Defender's Quest II: Mists of Ruin        | ,                                                           |
| TBA   | Renaine                                   | Avec d'autres                                               |
| TBA   | The Eternal Life of Goldman               | Avec d'autres                                               |

### Concerts
| Année | Titre                 | Remarques                                                 |
| ----- | --------------------- | --------------------------------------------------------- |
| 2013  | Blossom Crossroads    | Perth Symphony Orchestra                                  |
| 2013  | Looking for Serenity  | Perth Chamber Orchestra                                   |
| 2013  | Altered Illustrations | Perth Chamber Orchestra Joshua Webster, cymbalum          |
| 2014  | Atmosphere            | RCM Student Film Orchestra Anaïs Laugenie, violoncelle    |
| 2014  | Changing Feet         | Tait Memorial Trust Chamber Orchestra Nicola Crowe, flûte |
| 2015  | First Blood           | And So Forth Opera Company Rebecca Hardwick, soprano      |
| 2016  | Throughtones          | Greywing Ensemble                                         |
| 2016  | Houn Maru             | Commissionné par Rio Tinto, Perth Symphony Orchestra      |